# Roßhaupten
Roßhaupten är en kommun och ort i Landkreis Ostallgäu i Regierungsbezirk Schwaben i förbundslandet Bayern i Tyskland.
Kommunen ingår i kommunalförbundet Roßhaupten tillsammans med kommunen Rieden am Forggensee.